# Lac de Sarrouyes
Le lac de Sarrouyes est un lac pyrénéen français situé administrativement dans la commune d’Azet dans le département des Hautes-Pyrénées en région Occitanie.
C’est un lac naturel qui a une superficie de 1,2 ha pour une altitude de 2 169 m.

## Géographie
Le lac est situé en vallée d'Aure à l’est de la vallée du Rioumajou, dans le sud-est du département français des Hautes-Pyrénées.
 
Il est entouré de nombreux pics comme le Pic de Thou (2 743 m), le Pic de Bocou (2 714 m), le Pic de Lustou (3 023 m) les crêtes de Bassiouente et de Parraouis.

### Topographie
| Pic de Sarrouyes (2 676 m) |                  | Pic de Bassias (2 676 m)                  |
| Crête de Bassiouente       | lac de Sarrouyes |                                           |
| Lacs des Miares (2 528 m)  |                  | Pic d'Arrouyette ou Pic d'Estos (2 803 m) |

### Hydrologie
Le lac a pour émissaire le ruisseau de Sarrouyes qui rejoint le ruisseau d’Ourtigué affluent droit de la Neste d'Aure.

## Protection environnementale
Le lac fait partie d'une zone naturelle protégée, classée ZNIEFF de type 1 : Haute vallée d'Aure en rive droite, de Barroude au col d'Azet

## Voies d'accès
Pour atteindre le lac versant est, au départ sud de la station du Val-Louron, il faut passer par un chemin en direction de Lustou.